# Internationaler Wettbewerb für Liedkunst
Der Internationale Wettbewerb für Liedkunst ist ein von der Internationalen Hugo-Wolf-Akademie für Gesang · Dichtung · Liedkunst e. V. in Deutschland 1987 erstmals ausgerichteter Musikwettbewerb für Gesang und Klavier und ab 2001 für Liedduos, der alle zwei, bis 2010 alle drei Jahre in Stuttgart stattfindet und jeweils wechselnden Komponisten gewidmet ist.
Der öffentliche Wettbewerb geht über drei Runden und stellt den Teilnehmenden die Aufgabe, mehrere Werke der jeweiligen Komponisten vorzutragen. 2010 stand er Sängerinnen und Sängern, Pianistinnen und Pianisten aller Nationen offen, die nach dem 1. September 1978 geboren wurden. Die Fachjury besteht aus renommierten Vertretern des internationalen Konzertlebens. Die besten Liedduos erhalten unterschiedliche Geldpreise.
Der letzte Wettbewerb fand im September 2018 statt, der nächste Bewerb soll vom 28. September bis zum 4. Oktober 2020 stattfinden.

## Preisträger

### 2016
- 1. Preis: Ilker Arcayürek (Tenor) & Fiona Pollak (Klavier)
- 2. Preis: Stuart Jackson (Tenor) & Jocelyn Freeman (Klavier)
- 3. Preis: Samuel Hasselhorn (Bariton) & Renate Rohlfing (Klavier)
- Sonderpreis Beste Klavierbegleiterin: Renate Rohlfing

### 2014
- 1. Preis: Ludwig Mittelhammer (Bariton), Jonathan Ware (Klavier)
- 2. Preis: Emma Moore (Sopran), Klara Hornig (Klavier)
- 3. Preis: Carine Tinney (Sopran), Thomas Wypior (Klavier)
- 3. Preis: Marie Seidler (Mezzosopran), Katharina Thöni (Klavier)

### 2012
Lieder von Franz Schubert, Hugo Wolf, Ludwig Thuille, Joseph Marx
- 1. Preis: Diana Haller (Mezzosopran), Katharina Landl (Klavier)
- 3. Preis: Hagar Sharvit (Mezzosopran), Ammiel Bushakevitz (Klavier)
- 3. Preis: Andreas Beinhauer (Bariton), Melania Inès Kluge (Klavier)
- Sonderpreis Klavierbegleitung: Kerstin Mörk, Friederike Wiesner

### 2010
Werke von Robert Schumann, Hugo Wolf und Gustav Mahler
- 1. Preis: Annelie Sophie Müller (Mezzosopran), Elif Şahin-Nesweda (Klavier)
- 2. Preis: Anna Alàs i Jové (Mezzosopran), Alexander Fleischer (Klavier)
- 3. Preis: Javier Alonso (Tenor), Ainoa Padrón (Klavier)

### 2007
Werke von Robert Schumann, Hugo Wolf und Hermann Reutter
- 1. Preis: André Morsch (Bariton), Eildert Beeftink (Klavier)
- 2. Preis: Elena Copons-Labarias (Sopran), Chihiro Gordon (Klavier)
- 3. Preis: Raphael Favre (Tenor), Chiho Togawa (Klavier)
- Förderpreis: Tobias Berndt (Bariton), Misa Kanuma (Klavier)

### 2004
Werke von Johannes Brahms sowie Komponisten der Wiener Moderne – Alban Berg, Hanns Eisler, Ernst Krenek, Arnold Schönberg, Franz Schreker und Anton Webern
- 1. Preis: Michael Nagy (Bariton), Juliane Ruf (Klavier)
- 2. Preis: Colin Balzer (Tenor), Erika Switzer (Klavier)
- 2. Preis: Ágúst Ólafsson (Bariton), Izumi Kawakatsu (Klavier)
- 3. Preis: JaeEun Lee (Sopran), Fan Yang (Klavier)
- 3. Preis: You-Seong Kim (Sopran), Sonia Kim (Klavier)
- Publikumspreis: Melanie Hirsch (Mezzosopran), Alexandra Ismer (Klavier)

### 2001
Werke von Richard Strauss, Yrjö Kilpinen und Hans Pfitzner
- 1. Preis: Hermann Wallén (Bariton), Kanako Nakagawa (Klavier)
- 2. Preis: Hakan Vramsmo (Bariton), Matthias Alteheld (Klavier)
- 3. Preis: Jewgenija Grekowa (Sopran), Irina Purischinskaja (Klavier)
- 3. Preis:   Alexander Puhrer  (Bariton), Senka Brankovic (Klavier)
- Sonderpreis Gesang: Susanna Levonen (Mezzosopran)
- Sonderpreis Beste Liedpianistin: Anne Le-Bozec (Klavier)

### 1994
- 1. Preis: Locky Chung (Bariton)
- 2. Preis: Susanne Scheinpflug (Sopran)
- 2. Preis: Stephan Genz (Bariton)
- 2. Preis: Stefan Geyer (Bariton)
- 3. Preis: Morten ernst Lassen (Bariton)
- 3. Preis: Julio Fernández (Tenor)
- Sonderpreis Bestes Liedduo: Locky Chung (Bariton), Markus Hadulla (Klavier)
- Sonderpreis Bester Liedpianist: Markus Hadulla

### 1990
- 1. Preis: Katalin Halmei (Sopran)
- 1. Preis: Matthias Goerne (Bariton)
- 2. Preis: Irène Friedli (Mezzosopran)
- 2. Preis: Dietrich Henschel  (Bariton)
- 3. Preis: Gisèle Fixe (Sopran)
- 3. Preis: Birgid Steinberger (Sopran)
- 3. Preis: Matthias Rettner (Bariton)
- Förderpreis: Manuel Bärtsch (Klavier)
- Sonderpreis Bester Liedpianist: Eric Schneider (Klavier)

### 1987
- 1. Preis: Oliver Widmer (Bariton)
- 2. Preis: Christiane Oelze (Sopran)
- 2. Preis: Leonardo de Lisi (Tenor)
- 2. Preis: Hans de Vries (Bariton)
- 3. Preis: Ellen van Lier (Sopran)
- 3. Preis: Matthias Weichert (Bariton)
- 3. Preis: André Howard (Bariton)
- Sonderpreis der Hugo-Wolf-Gesellschaft Wien: Gisèle Fixe (Sopran), Philippe Biros (Klavier)
- Stipendium des Richard-Wagner-Verbandes: Otto Katzamaier (Bariton)
- Sonderpreis Bester Liedpianist: Eric Schneider (Klavier)